# یادگاره‌ها (آلبوم پینک فلوید)
آثار (به انگلیسی: Relics) نام یک آلبوم گردآوری‌شده از گروه پینک فلوید است که در سال ۱۹۷۱ منتشر شد. آلبوم در تاریخ ۱۴ می‌در بریتانیا و ۱۵ ژولای در ایالات متحده آمریکا عرضه شد.
نسخهٔ رمستر شده از آلبوم نیز در قالب یک لوح فشرده در سال ۱۹۹۶ با طرح جلد متفاوتی باز انتشار یافت. طرح جلد اصلی از این آلبوم توسط نیک میسن طراحی شده‌است.

## لیست آهنگ‌ها
1. «آرنولد لاین» (سید برت) – ۲:۵۶
  - تک‌آهنگی بود که در ۱۱ مارس ۱۹۶۷ منتشر شد
2. «اوردرایو میان‌ستاره‌ای» (برت/راجر واترز/ریک رایت/نیک میسن) – ۹:۴۳
  - از نی‌زن بر دروازه‌های سپیده‌دم ۱۹۶۷
3. «نواختن امیلی را ببین» (بارت) – ۲:۵۳
4. «روزی را به یادآور» (رایت) – ۴:۲۹
  - از  یک نعلبکی رمز و راز ۱۹۶۸
5. «جعبه نقاشی» (رایت) – ۳:۳۳
6. «رؤیای جولیا» (واترز) – ۲:۳۷
7. «مراقب تبر باش، یوجین» (گیلمور/واترز/میسن/رایت) – ۵:۴۵
8. «سیروس ماینور» (راجر واترز) – ۵:۱۸
  - از موسیقی متن فیلم بیشتر ۱۹۶۹
9. «ترانه نیل» (راجر واترز) – ۳:۲۵
  - از موسیقی متن فیلم بیشتر ۱۹۶۹
10. «سپری شدن زمان من» (راجر واترز) – ۵:۱۸
  - قبلاً منتشر نشده بود
11. «دوچرخه» (سید برت) – ۳:۲۱
  - از نی‌زن بر دروازه‌های سپیده‌دم ۱۹۶۷

## اعضا
- سید برت - گیتار، خواننده
- ریک رایت - کیبورد، خواننده
- راجر واترز - گیتار بیس، خواننده
- دیوید گیلمور - گیتار، خواننده
- نیک میسن - درامر، سازهای کوبه‌ای، طرح جلد اصلی